# Divizia A 1994-1995
Sezonul 1994-1995 al Diviziei A a fost cea de-a 77-a ediție a Campionatului de Fotbal al României, și a 57-a de la introducerea sistemului divizionar. A început pe 20 august 1994 și s-a terminat pe 17 iunie 1995. Campioana en titre, Steaua București, a reușit să își apere cu succes titlul de campioană pentru a treia oară consecutiv. Pentru Steaua, acesta a fost cel de-al 17-lea titlu de campioană din istorie, extinzându-și astfel recordul deținut la acea vreme pentru cele mai multe titluri acumulate în România.
Acesta a fost primul sezon din România când a fost introdus sistemul de punctaj cu 3 puncte pentru victorie.

## Stadioane
| Steaua București    | FC U Craiova | Rapid București | F.C. Baia Mare        |
| ------------------- | --- | --- | --------------------- |
| Steaua              | Central | Rapid-Giulești | Dealul Florilor       |
| Capacitate: 28.365  | Capacitate: 37.000 | Capacitate: 19.100 | Capacitate: 15.524    |
|                     | | |                       |
| Dinamo București    | Argeș Pitești | Național București | Petrolul Ploiești     |
| Dinamo              | Municipal | Cotroceni | Ilie Oană             |
| Capacitate: 15.032  | Capacitate: 15.000 | Capacitate: 14.542 | Capacitate: 20.000    |
|                     | | |                       |
| Oțelul Galați       | OțelulBaia MareCeahlăulArgeșPetrolulFarulUniversitateaGloriaInterUniversitateaUTAElectroputereBrașovBucureștiEchipele din București: · Dinamo · Național · Rapid · Sportul · SteauaDivizia A 1994-1995 (România) DinamoNaționalRapidSteauaSportul Locația echipelor din București. | OțelulBaia MareCeahlăulArgeșPetrolulFarulUniversitateaGloriaInterUniversitateaUTAElectroputereBrașovBucureștiEchipele din București: · Dinamo · Național · Rapid · Sportul · SteauaDivizia A 1994-1995 (România) DinamoNaționalRapidSteauaSportul Locația echipelor din București. | Ceahlăul Piatra Neamț |
| Oțelul              | OțelulBaia MareCeahlăulArgeșPetrolulFarulUniversitateaGloriaInterUniversitateaUTAElectroputereBrașovBucureștiEchipele din București: · Dinamo · Național · Rapid · Sportul · SteauaDivizia A 1994-1995 (România) DinamoNaționalRapidSteauaSportul Locația echipelor din București. | OțelulBaia MareCeahlăulArgeșPetrolulFarulUniversitateaGloriaInterUniversitateaUTAElectroputereBrașovBucureștiEchipele din București: · Dinamo · Național · Rapid · Sportul · SteauaDivizia A 1994-1995 (România) DinamoNaționalRapidSteauaSportul Locația echipelor din București. | Ceahlăul              |
| Capacitate: 13.500  | OțelulBaia MareCeahlăulArgeșPetrolulFarulUniversitateaGloriaInterUniversitateaUTAElectroputereBrașovBucureștiEchipele din București: · Dinamo · Național · Rapid · Sportul · SteauaDivizia A 1994-1995 (România) DinamoNaționalRapidSteauaSportul Locația echipelor din București. | OțelulBaia MareCeahlăulArgeșPetrolulFarulUniversitateaGloriaInterUniversitateaUTAElectroputereBrașovBucureștiEchipele din București: · Dinamo · Național · Rapid · Sportul · SteauaDivizia A 1994-1995 (România) DinamoNaționalRapidSteauaSportul Locația echipelor din București. | Capacitate: 12.500    |
|                     | OțelulBaia MareCeahlăulArgeșPetrolulFarulUniversitateaGloriaInterUniversitateaUTAElectroputereBrașovBucureștiEchipele din București: · Dinamo · Național · Rapid · Sportul · SteauaDivizia A 1994-1995 (România) DinamoNaționalRapidSteauaSportul Locația echipelor din București. | OțelulBaia MareCeahlăulArgeșPetrolulFarulUniversitateaGloriaInterUniversitateaUTAElectroputereBrașovBucureștiEchipele din București: · Dinamo · Național · Rapid · Sportul · SteauaDivizia A 1994-1995 (România) DinamoNaționalRapidSteauaSportul Locația echipelor din București. |                       |
| Farul Constanța     | OțelulBaia MareCeahlăulArgeșPetrolulFarulUniversitateaGloriaInterUniversitateaUTAElectroputereBrașovBucureștiEchipele din București: · Dinamo · Național · Rapid · Sportul · SteauaDivizia A 1994-1995 (România) DinamoNaționalRapidSteauaSportul Locația echipelor din București. | OțelulBaia MareCeahlăulArgeșPetrolulFarulUniversitateaGloriaInterUniversitateaUTAElectroputereBrașovBucureștiEchipele din București: · Dinamo · Național · Rapid · Sportul · SteauaDivizia A 1994-1995 (România) DinamoNaționalRapidSteauaSportul Locația echipelor din București. | Sportul Studențesc    |
| Farul               | OțelulBaia MareCeahlăulArgeșPetrolulFarulUniversitateaGloriaInterUniversitateaUTAElectroputereBrașovBucureștiEchipele din București: · Dinamo · Național · Rapid · Sportul · SteauaDivizia A 1994-1995 (România) DinamoNaționalRapidSteauaSportul Locația echipelor din București. | OțelulBaia MareCeahlăulArgeșPetrolulFarulUniversitateaGloriaInterUniversitateaUTAElectroputereBrașovBucureștiEchipele din București: · Dinamo · Național · Rapid · Sportul · SteauaDivizia A 1994-1995 (România) DinamoNaționalRapidSteauaSportul Locația echipelor din București. | Regie                 |
| Capacitate: 15.520  | OțelulBaia MareCeahlăulArgeșPetrolulFarulUniversitateaGloriaInterUniversitateaUTAElectroputereBrașovBucureștiEchipele din București: · Dinamo · Național · Rapid · Sportul · SteauaDivizia A 1994-1995 (România) DinamoNaționalRapidSteauaSportul Locația echipelor din București. | OțelulBaia MareCeahlăulArgeșPetrolulFarulUniversitateaGloriaInterUniversitateaUTAElectroputereBrașovBucureștiEchipele din București: · Dinamo · Național · Rapid · Sportul · SteauaDivizia A 1994-1995 (România) DinamoNaționalRapidSteauaSportul Locația echipelor din București. | Capacitate: 15.000    |
|                     | OțelulBaia MareCeahlăulArgeșPetrolulFarulUniversitateaGloriaInterUniversitateaUTAElectroputereBrașovBucureștiEchipele din București: · Dinamo · Național · Rapid · Sportul · SteauaDivizia A 1994-1995 (România) DinamoNaționalRapidSteauaSportul Locația echipelor din București. | OțelulBaia MareCeahlăulArgeșPetrolulFarulUniversitateaGloriaInterUniversitateaUTAElectroputereBrașovBucureștiEchipele din București: · Dinamo · Național · Rapid · Sportul · SteauaDivizia A 1994-1995 (România) DinamoNaționalRapidSteauaSportul Locația echipelor din București. |                       |
| UTA Arad            | OțelulBaia MareCeahlăulArgeșPetrolulFarulUniversitateaGloriaInterUniversitateaUTAElectroputereBrașovBucureștiEchipele din București: · Dinamo · Național · Rapid · Sportul · SteauaDivizia A 1994-1995 (România) DinamoNaționalRapidSteauaSportul Locația echipelor din București. | OțelulBaia MareCeahlăulArgeșPetrolulFarulUniversitateaGloriaInterUniversitateaUTAElectroputereBrașovBucureștiEchipele din București: · Dinamo · Național · Rapid · Sportul · SteauaDivizia A 1994-1995 (România) DinamoNaționalRapidSteauaSportul Locația echipelor din București. | FC Brașov             |
| Francisc von Neuman | OțelulBaia MareCeahlăulArgeșPetrolulFarulUniversitateaGloriaInterUniversitateaUTAElectroputereBrașovBucureștiEchipele din București: · Dinamo · Național · Rapid · Sportul · SteauaDivizia A 1994-1995 (România) DinamoNaționalRapidSteauaSportul Locația echipelor din București. | OțelulBaia MareCeahlăulArgeșPetrolulFarulUniversitateaGloriaInterUniversitateaUTAElectroputereBrașovBucureștiEchipele din București: · Dinamo · Național · Rapid · Sportul · SteauaDivizia A 1994-1995 (România) DinamoNaționalRapidSteauaSportul Locația echipelor din București. | Tineretului           |
| Capacitate: 7.287   | OțelulBaia MareCeahlăulArgeșPetrolulFarulUniversitateaGloriaInterUniversitateaUTAElectroputereBrașovBucureștiEchipele din București: · Dinamo · Național · Rapid · Sportul · SteauaDivizia A 1994-1995 (România) DinamoNaționalRapidSteauaSportul Locația echipelor din București. | OțelulBaia MareCeahlăulArgeșPetrolulFarulUniversitateaGloriaInterUniversitateaUTAElectroputereBrașovBucureștiEchipele din București: · Dinamo · Național · Rapid · Sportul · SteauaDivizia A 1994-1995 (România) DinamoNaționalRapidSteauaSportul Locația echipelor din București. | Capacitate: 10.000    |
|                     | OțelulBaia MareCeahlăulArgeșPetrolulFarulUniversitateaGloriaInterUniversitateaUTAElectroputereBrașovBucureștiEchipele din București: · Dinamo · Național · Rapid · Sportul · SteauaDivizia A 1994-1995 (România) DinamoNaționalRapidSteauaSportul Locația echipelor din București. | OțelulBaia MareCeahlăulArgeșPetrolulFarulUniversitateaGloriaInterUniversitateaUTAElectroputereBrașovBucureștiEchipele din București: · Dinamo · Național · Rapid · Sportul · SteauaDivizia A 1994-1995 (România) DinamoNaționalRapidSteauaSportul Locația echipelor din București. |                       |
| Gloria Bistrița     | Electroputere Craiova | Inter Sibiu | Universitatea Cluj    |
| Gloria              | Electroputere | Inter | Ion Moina             |
| Capacitate: 7.800   | Capacitate: 7.000 | Capacitate: 14.200 | Capacitate: 28.000    |
|                     | | |                       |

## Clasament
| Loc | Echipă                    | Pct. | MJ | V  | E  | Î  | GM | GP | DG  | Calificare sau retrogradare                  |
| --- | ------------------------- | ---- | -- | -- | -- | -- | -- | -- | --- | -------------------------------------------- |
| 1.  | Steaua București (C)      | 77   | 34 | 23 | 8  | 3  | 72 | 25 | +47 | Liga Campionilor 1995-96 Runda de calificare |
| 2.  | FCU Craiova               | 68   | 34 | 21 | 5  | 8  | 83 | 40 | +43 | Cupa UEFA 1995-96 Runda preliminară          |
| 3.  | Dinamo București          | 65   | 34 | 20 | 5  | 9  | 61 | 35 | +26 | Cupa UEFA 1995-96 Runda preliminară          |
| 4.  | Rapid București           | 54   | 34 | 16 | 6  | 12 | 55 | 42 | +13 |                                              |
| 5.  | Ceahlăul                  | 53   | 34 | 16 | 5  | 13 | 56 | 54 | +2  | Cupa Intertoto 1995 Faza grupelor            |
| 6.  | Gloria Bistrița           | 52   | 34 | 16 | 4  | 14 | 66 | 59 | +7  |                                              |
| 7.  | FC Național               | 52   | 34 | 16 | 4  | 14 | 66 | 60 | +6  |                                              |
| 8.  | Argeș Pitești             | 52   | 34 | 16 | 4  | 14 | 47 | 54 | −7  |                                              |
| 9.  | Inter Sibiu               | 51   | 34 | 16 | 3  | 15 | 53 | 52 | +1  |                                              |
| 10. | Petrolul Ploiești         | 49   | 34 | 14 | 7  | 13 | 44 | 41 | +3  | Cupa Cupelor 1995-96 Runda de calificare     |
| 11. | Farul                     | 45   | 34 | 13 | 6  | 15 | 42 | 49 | −7  | Cupa Intertoto 1995 Faza grupelor            |
| 12. | Universitatea Cluj        | 43   | 34 | 13 | 4  | 17 | 39 | 42 | −3  | Cupa Intertoto 1995 Faza grupelor            |
| 13. | Oțelul Galați             | 42   | 34 | 11 | 9  | 14 | 47 | 51 | −4  |                                              |
| 14. | FC Brașov                 | 39   | 34 | 10 | 9  | 15 | 40 | 54 | −14 |                                              |
| 15. | Electroputere Craiova (R) | 38   | 34 | 11 | 5  | 18 | 42 | 53 | −11 | Baraj de promovare/menținere în Liga I       |
| 16. | Sportul Studențesc (O)    | 34   | 34 | 8  | 10 | 16 | 26 | 44 | −18 | Baraj de promovare/menținere în Liga I       |
| 17. | F.C. Baia Mare (R)        | 27   | 34 | 6  | 9  | 19 | 34 | 69 | −35 | Retrogradare în Divizia B 1995-1996          |
| 18. | UTA Arad (R)              | 21   | 34 | 4  | 9  | 21 | 28 | 77 | −49 | Retrogradare în Divizia B 1995-1996          |

1. 1 2 3  NAT: 9 pct; BIS: 6 pct; ARG: 3 pct

### Pozițiile pe etapă
| Etapă/ Echipă                | 1             | 2  | 3  | 4  | 5  | 6  | 7  | 8  | 9  | 10 | 11 | 12 | 13 | 14 | 15 | 16 | 17 | 18 | 19 | 20 | 21 | 22 | 23 | 24 | 25 | 26 | 27 | 28 | 29 | 30 | 31 | 32 | 33 | 34 |   |
| ---------------------------- | ------------- | -- | -- | -- | -- | -- | -- | -- | -- | -- | -- | -- | -- | -- | -- | -- | -- | -- | -- | -- | -- | -- | -- | -- | -- | -- | -- | -- | -- | -- | -- | -- | -- | -- | - |
| Etapă/ Echipă                | Argeș Pitești | 3  | 3  | 1  | 5  | 4  | 9  | 5  | 9  | 5  | 7  | 5  | 6  | 10 | 11 | 8  | 7  | 4  | 6  | 4  | 7  | 5  | 7  | 8  | 6  | 5  | 7  | 7  | 8  | 5  | 7  | 6  | 7  | 9  | 8 |
| FC Baia Mare                 | 10            | 12 | 15 | 16 | 12 | 13 | 11 | 11 | 12 | 13 | 15 | 16 | 14 | 15 | 16 | 16 | 16 | 16 | 17 | 17 | 17 | 18 | 17 | 17 | 16 | 16 | 16 | 16 | 16 | 17 | 17 | 17 | 17 | 17 |   |
| Brașov                       | 14            | 10 | 14 | 13 | 17 | 12 | 15 | 16 | 15 | 17 | 17 | 17 | 17 | 14 | 15 | 14 | 14 | 14 | 15 | 14 | 14 | 14 | 14 | 15 | 15 | 15 | 15 | 15 | 14 | 15 | 14 | 14 | 14 | 14 |   |
| Ceahlăul Piatra Neamț        | 4             | 4  | 7  | 11 | 7  | 10 | 7  | 10 | 7  | 8  | 7  | 5  | 6  | 5  | 7  | 5  | 6  | 5  | 9  | 10 | 8  | 8  | 7  | 9  | 8  | 6  | 5  | 5  | 6  | 5  | 7  | 5  | 5  | 5  |   |
| FC U Craiova                 | 12            | 14 | 16 | 14 | 14 | 15 | 13 | 12 | 11 | 9  | 6  | 8  | 5  | 4  | 3  | 3  | 3  | 2  | 2  | 2  | 2  | 2  | 2  | 2  | 2  | 2  | 2  | 2  | 2  | 2  | 2  | 2  | 2  | 2  |   |
| Dinamo București             | 15            | 6  | 10 | 4  | 8  | 5  | 8  | 4  | 6  | 10 | 8  | 9  | 7  | 9  | 12 | 11 | 11 | 8  | 5  | 4  | 4  | 3  | 3  | 4  | 3  | 3  | 3  | 3  | 3  | 3  | 3  | 3  | 3  | 3  |   |
| Electroputere Craiova        | 5             | 7  | 6  | 9  | 13 | 14 | 12 | 13 | 14 | 14 | 14 | 14 | 15 | 16 | 14 | 15 | 15 | 15 | 14 | 15 | 15 | 16 | 15 | 14 | 14 | 14 | 14 | 14 | 15 | 14 | 15 | 15 | 15 | 15 |   |
| Farul Constanța              | 18            | 11 | 13 | 8  | 11 | 8  | 10 | 8  | 8  | 11 | 12 | 12 | 13 | 12 | 11 | 12 | 12 | 12 | 12 | 12 | 11 | 10 | 11 | 10 | 11 | 11 | 12 | 11 | 11 | 11 | 12 | 11 | 12 | 11 |   |
| Gloria Bistrița              | 7             | 8  | 5  | 10 | 6  | 7  | 4  | 7  | 4  | 6  | 9  | 10 | 9  | 6  | 5  | 6  | 8  | 10 | 8  | 9  | 12 | 13 | 10 | 12 | 9  | 10 | 9  | 10 | 7  | 9  | 10 | 9  | 6  | 7  |   |
| Inter Sibiu                  | 8             | 16 | 12 | 7  | 10 | 6  | 9  | 6  | 10 | 5  | 4  | 4  | 4  | 7  | 6  | 9  | 10 | 11 | 11 | 11 | 10 | 9  | 12 | 8  | 10 | 9  | 10 | 9  | 10 | 8  | 9  | 8  | 10 | 9  |   |
| Oțelul Galați                | 9             | 5  | 9  | 15 | 16 | 17 | 17 | 14 | 16 | 15 | 13 | 11 | 12 | 13 | 13 | 13 | 13 | 13 | 13 | 13 | 13 | 11 | 13 | 13 | 13 | 13 | 13 | 13 | 13 | 13 | 13 | 13 | 13 | 13 |   |
| Petrolul Ploiești            | 2             | 1  | 4  | 3  | 5  | 2  | 6  | 5  | 9  | 4  | 10 | 7  | 8  | 8  | 9  | 8  | 5  | 4  | 7  | 6  | 7  | 6  | 5  | 5  | 7  | 5  | 6  | 7  | 9  | 10 | 8  | 10 | 8  | 10 |   |
| Național București           | 6             | 9  | 3  | 1  | 1  | 3  | 1  | 1  | 1  | 1  | 2  | 1  | 1  | 1  | 1  | 2  | 2  | 3  | 3  | 3  | 3  | 4  | 6  | 7  | 6  | 8  | 8  | 6  | 8  | 6  | 5  | 6  | 7  | 6  |   |
| Rapid București              | 1             | 2  | 2  | 2  | 2  | 1  | 2  | 2  | 3  | 3  | 3  | 2  | 2  | 3  | 4  | 4  | 7  | 9  | 6  | 5  | 6  | 5  | 4  | 3  | 4  | 4  | 4  | 4  | 4  | 4  | 4  | 4  | 4  | 4  |   |
| Sportul Studențesc București | 11            | 15 | 18 | 18 | 18 | 18 | 16 | 15 | 17 | 16 | 16 | 18 | 18 | 18 | 18 | 18 | 18 | 18 | 18 | 18 | 18 | 17 | 18 | 18 | 18 | 18 | 17 | 17 | 17 | 16 | 16 | 16 | 16 | 16 |   |
| Steaua București             | 16            | 17 | 8  | 6  | 3  | 4  | 3  | 3  | 2  | 2  | 1  | 3  | 3  | 2  | 2  | 1  | 1  | 1  | 1  | 1  | 1  | 1  | 1  | 1  | 1  | 1  | 1  | 1  | 1  | 1  | 1  | 1  | 1  | 1  |   |
| Universitatea Cluj           | 13            | 13 | 11 | 12 | 9  | 11 | 14 | 17 | 13 | 12 | 11 | 13 | 11 | 10 | 10 | 10 | 9  | 7  | 10 | 8  | 9  | 12 | 9  | 11 | 12 | 12 | 11 | 12 | 12 | 12 | 11 | 12 | 11 | 12 |   |
| UTA Arad                     | 17            | 18 | 17 | 17 | 15 | 16 | 18 | 18 | 18 | 18 | 18 | 15 | 16 | 17 | 17 | 17 | 17 | 17 | 16 | 16 | 16 | 15 | 16 | 16 | 17 | 17 | 18 | 18 | 18 | 18 | 18 | 18 | 18 | 18 |   |

| Câștigătorii Diviziei A, ediția 1994/1995 |
| ----------------------------------------- |
| Steaua București Al 17-lea Titlu          |

## Rezultate
| Oaspeți ► Gazde ▼                          | ARG | BAI | BRA | CEA | UCR | DIN | ELC | FAR | GBI | INT | OȚE | PET | NAT | RAP | SPO | STE | UCL | UTA  |
| ------------------------------------------ | --- | --- | --- | --- | --- | --- | --- | --- | --- | --- | --- | --- | --- | --- | --- | --- | --- | ---- |
| Argeș Pitești                              | —   | 3–0 | 2–1 | 4–2 | 2–0 | 2–1 | 4–0 | 2–1 | 4–3 | 0–0 | 1–0 | 0–3 | 0–3 | 1–0 | 2–1 | 3–1 | 1–0 | 1–0  |
| FC Baia Mare                               | 2–3 | —   | 1–1 | 1–3 | 2–0 | 2–0 | 2–0 | 1–1 | 1–3 | 2–3 | 1–1 | 3–0 | 1–5 | 2–0 | 1–1 | 0–1 | 1–2 | 3–1  |
| Brașov                                     | 2–1 | 0–0 | —   | 1–1 | 1–3 | 0–0 | 4–1 | 1–0 | 2–1 | 2–1 | 0–2 | 3–2 | 0–4 | 0–0 | 0–1 | 1–1 | 1–0 | 5–0  |
| Ceahlăul Piatra Neamț                      | 1–0 | 1–0 | 3–1 | —   | 0–1 | 3–3 | 4–1 | 2–1 | 5–3 | 3–1 | 2–0 | 2–0 | 1–0 | 1–0 | 0–1 | 1–3 | 1–0 | 4–1  |
| Universitatea Craiova                      | 1–0 | 6–1 | 1–1 | 1–1 | —   | 1–0 | 4–1 | 4–0 | 0–0 | 6–2 | 2–1 | 4–0 | 3–0 | 3–2 | 3–0 | 1–1 | 2–0 | 10–3 |
| Dinamo București                           | 4–0 | 2–0 | 4–0 | 1–0 | 0–1 | —   | 3–0 | 4–2 | 7–4 | 2–1 | 3–2 | 1–0 | 3–1 | 2–0 | 2–0 | 0–0 | 2–0 | 1–1  |
| Electroputere Craiova                      | 0–0 | 8–1 | 2–0 | 1–1 | 5–4 | 3–1 | —   | 0–1 | 0–0 | 2–0 | 3–2 | 2–0 | 3–1 | 0–1 | 0–0 | 0–1 | 1–0 | 3–1  |
| Farul Constanța                            | 2–1 | 0–0 | 2–2 | 3–1 | 0–1 | 1–0 | 1–0 | —   | 2–1 | 2–0 | 2–0 | 2–0 | 1–1 | 2–1 | 2–1 | 0–1 | 2–1 | 4–0  |
| Gloria Bistrița                            | 3–2 | 6–1 | 2–1 | 3–1 | 2–0 | 1–2 | 0–0 | 2–1 | —   | 3–1 | 3–0 | 2–0 | 2–1 | 3–2 | 1–0 | 4–3 | 2–1 | 2–0  |
| Inter Sibiu                                | 2–0 | 4–1 | 1–2 | 4–2 | 3–2 | 2–0 | 4–0 | 1–0 | 3–1 | —   | 4–4 | 2–0 | 3–0 | 1–0 | 2–1 | 1–0 | 3–2 | 0–0  |
| Oțelul Galați                              | 1–2 | 3–0 | 3–2 | 3–1 | 2–0 | 1–2 | 1–0 | 2–0 | 0–0 | 1–0 | —   | 0–0 | 2–5 | 4–0 | 2–0 | 0–1 | 0–0 | 2–1  |
| Petrolul Ploiești                          | 5–0 | 0–0 | 2–0 | 2–0 | 2–2 | 1–0 | 2–0 | 3–0 | 3–2 | 3–1 | 2–0 | —   | 2–1 | 2–0 | 0–0 | 1–1 | 2–1 | 1–1  |
| Național București                         | 3–2 | 3–0 | 3–2 | 2–0 | 3–2 | 2–3 | 1–0 | 3–1 | 3–1 | 3–1 | 3–3 | 4–1 | —   | 1–4 | 0–1 | 0–3 | 1–1 | 4–3  |
| Rapid București                            | 5–0 | 3–1 | 2–0 | 4–0 | 3–5 | 2–2 | 1–0 | 5–1 | 4–3 | 3–1 | 2–2 | 0–0 | 2–1 | —   | 1–0 | 1–1 | 2–0 | 1–0  |
| Sportul Studențesc București               | 2–0 | 2–2 | 1–1 | 1–2 | 0–3 | 0–4 | 1–0 | 3–3 | 2–1 | 0–1 | 1–1 | 2–0 | 1–1 | 0–1 | —   | 0–2 | 1–0 | 1–1  |
| Steaua București                           | 1–0 | 0–0 | 5–0 | 5–2 | 1–0 | 2–0 | 4–2 | 2–1 | 3–1 | 2–0 | 5–1 | 2–0 | 6–0 | 1–1 | 3–0 | —   | 3–2 | 1–1  |
| Universitatea Cluj                         | 3–3 | 2–1 | 2–1 | 1–1 | 1–3 | 0–1 | 2–1 | 2–0 | 2–1 | 2–0 | 2–0 | 2–1 | 2–0 | 1–2 | 1–0 | 0–1 | —   | 2–1  |
| UTA Arad                                   | 1–1 | 1–0 | 0–2 | 1–4 | 0–4 | 0–1 | 1–3 | 1–1 | 2–0 | 1–0 | 1–1 | 1–4 | 0–3 | 1–0 | 1–1 | 1–5 | 0–2 | —    |
| Câștigă gazdele; Remiză; Câștigă oaspeții. |     |     |     |     |     |     |     |     |     |     |     |     |     |     |     |     |     |      |

## Golgheteri
- Gheorghe Craioveanu - Universitatea Craiova - 27
- Florin Axinia - Ceahlăul Piatra Neamț - 24
- Marin Dună - Național București - 20
- Ion Vlădoiu - Rapid București - 16
- Ovidiu Marc - Ceahlăul Piatra Neamț - 15
- Valentin Ștefan - Oțelul Galați - 15
- Ionel Gane - Universitatea Craiova - 13
- Constantin Barbu - Argeș Pitești - 13
- Adrian Ilie - Steaua București - 11
- Viorel Moldovan - Dinamo București - 10
- Petre Grigoraș - Farul Constanța - 10
- Florin Cârstea - Național București - 10
- Leonard Strizu - FC Brașov - 9
- Dumitru Târțău - UTA Arad - 9
- Adrian State - Argeș Pitești - 9
- Constantin Gâlcă - Steaua București - 9
- Ovidiu Maier - Inter Sibiu - 8
- Dorin Zotincă - Inter Sibiu - 8
- Marian Ivan - Dinamo București - 7
- Narcis Mohora - Electroputere Craiova - 7
- Marian Popa - Steaua București - 7
- Dorel Zegrean - Gloria Bistrița - 6
- Marius Popescu - U Cluj - 6
- Mihai Ionescu - Ceahlăul Piatra Neamț - 6
- Romulus Buia - Universitatea Craiova - 6
- Tudorel Cristea - Național București - 5
- Basarab Panduru - Steaua București - 5
- Horațiu Cioloboc - Oțelul Galați - 5